# Cmentarz żydowski w Zagórowie
Cmentarz żydowski w Zagórowie – kirkut znajdujący się na południowo-zachodnich obrzeżach Zagórowa (w zasadzie w Kościołkowie), przy drodze do Imielna i Łukomia, na terenie zwanym Kirhol.
Nie jest znana dokładna data jego powstania, stało się to prawdopodobnie w II poł. XIX wieku. Miał powierzchnię około 1,17 ha. W czasie II wojny światowej został poważnie zniszczony (większość macew została przez nazistów wykorzystana do budowy drogi do Imielna). Do czasów współczesnych zachowały się zaledwie dwa nagrobki. Lepiej zachowany należy do zmarłego w 1923 r. młynarza i właściciela gorzelni w Lądku, Maurycego Nelkena. Po wojnie na cmentarzu ustawiono obelisk z informacją o istnieniu w tym miejscu kirkutu.